# Lilla Rångtjärnen
Lilla Rångtjärnen är en sjö i Härjedalens kommun i Hälsingland och ingår i Ljusnans huvudavrinningsområde.